# Antena (náutica)
A antena em náutica designa tudo o que possa suportar as velas, como os diferentes mastros. Não confundir com paus pois estes não estão fixos como a antena.